# تپه قلعه جهانگیر (۲–۱)
تپه قلعه جهانگیر (۲–۱) مربوط به عصر آهن - سده‌های میانه دوران‌های تاریخی پس از اسلام است و در شهرستان دورود، بخش سیلاخور، دهستان چالانچولان، ۱۵ کیلومتری غرب روستای احمدآباد واقع شده و این اثر در تاریخ ۲۸ شهریور ۱۳۸۶ با شمارهٔ ثبت ۱۹۵۶۰ به‌عنوان یکی از آثار ملی ایران به ثبت رسیده‌است.